# Opad przelotny

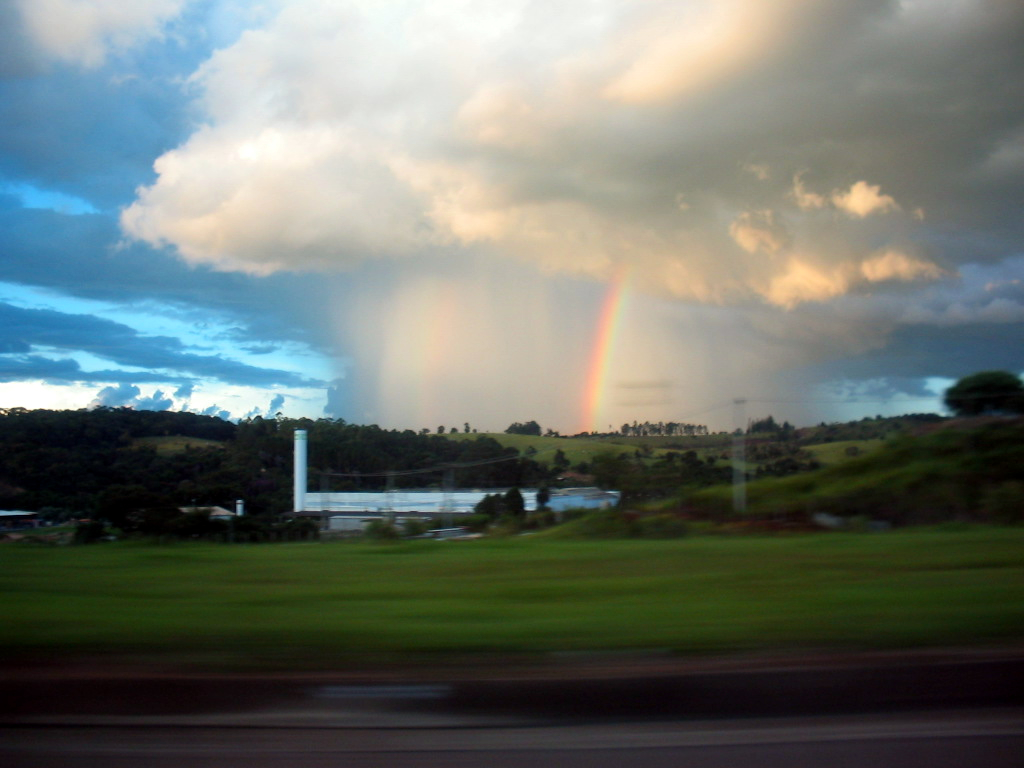
Opad przelotny z chmury Cumulonimbus, widoczna tęcza

Opad przelotny – opad atmosferyczny o krótkim czasie trwania, z raptownym początkiem i zakończeniem, z wahaniami intensywności, pochodzący z chmur konwekcyjnych, najczęściej o małym zasięgu przestrzennym. Występuje najczęściej z chmur: wypiętrzonych Cu i Cb (Cumulus i Cumulonimbus). W Polsce najczęstszy jest wiosną i latem przy intensywnej konwekcji, zwłaszcza po południu. W strefie równikowej występuje w większości dni w roku. 